# Diores sequax
Diores sequax är en spindelart som beskrevs av Rudy Jocqué 1990. Diores sequax ingår i släktet Diores och familjen Zodariidae. Inga underarter finns listade i Catalogue of Life.